# Philips Koninck

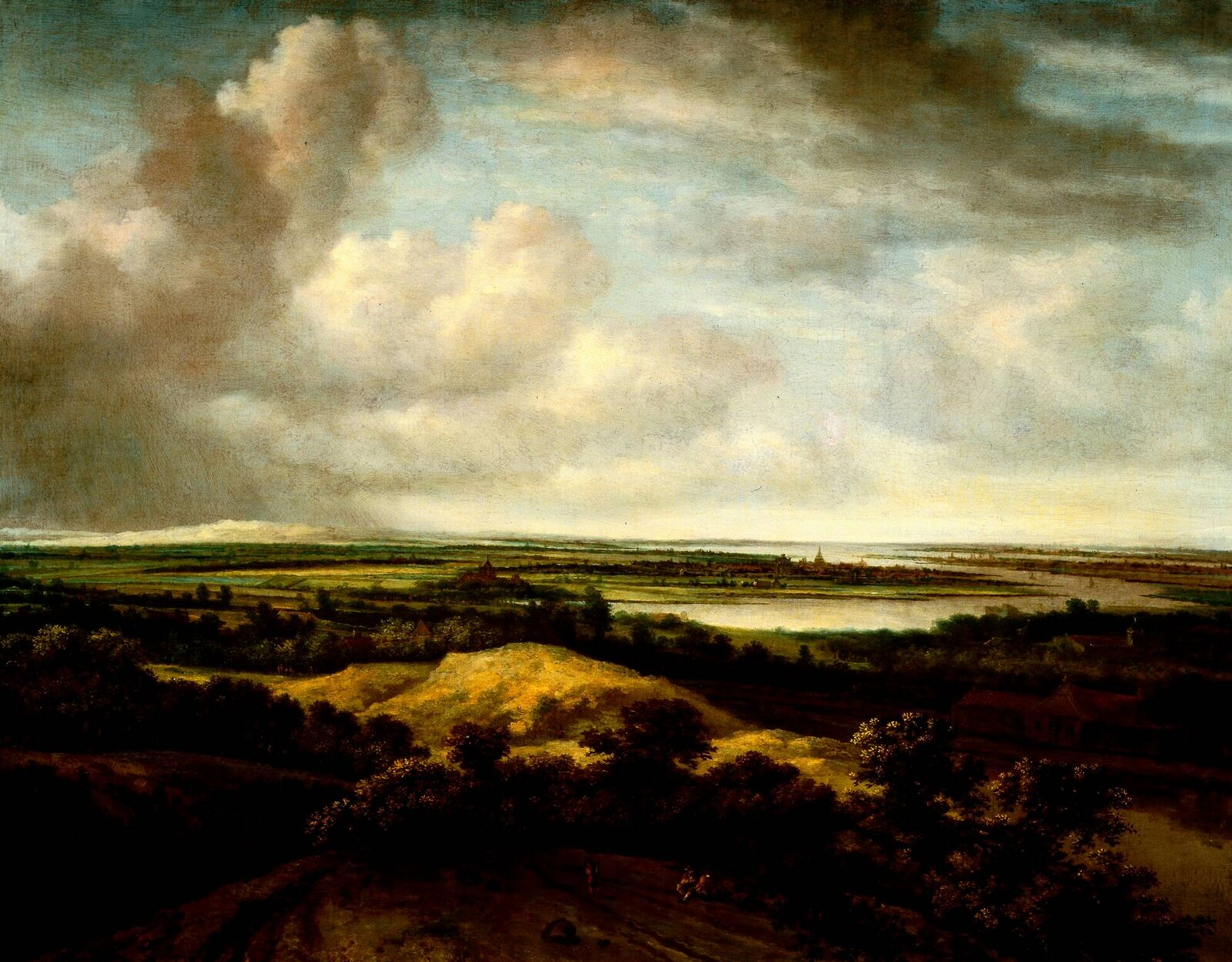
Krajobraz z rzeką, 1664, Museum Boijmans Van Beuningen, Rotterdam

Philips Koninck (ur. 5 listopada 1619 w Amsterdamie, zm. 4 października 1688 tamże) – holenderski malarz znany także pod nazwiskiem Philip de Koninck. 
Urodził się w Amsterdamie w rodzinie złotnika. Kształcił się w pracowni swego brata Jacoba w Rotterdamie w latach 1639–1641. Po powrocie do Amsterdamu, związał się z tym miastem do końca życia. Köninck podawał się za ulubionego ucznia Rembrandta, a w jego scenach biblijnych można zauważyć wpływ mistrza. Dla współczesnych był uznanym portrecistą, lecz obecnie ceni się go szczególnie za pejzaże. Jego charakterystyczną manierą kompozycyjną, podobnie jak u Jacoba van Ruisdaela, był dominujący obraz nieba.
Jego obrazy eksponowane są m.in. w Uffizi we Florencji i National Gallery w Londynie.

## Wybrane prace
- Równina, 1644, Rotterdam,
- Dolina przy Beck, Kopenhaga,
- Widok miasta za mostem, kolekcja Derby.